# Andrés Palop
Andrés Palop Cervera (* 22. Oktober 1973 in Alcudia de Carlet) ist ein ehemaliger spanischer Fußballtorhüter. Er wurde während seiner Karriere im Herrenbereich zwischen 1995 und 2014 nur in seinem Heimatland eingesetzt, wobei er 283 Partien in der höchsten spanische Spielklasse absolvierte. Erst in seinem letzten Jahr als Profi ging er den Schritt ins Ausland und wurde mit 39 Jahren in Deutschland beim Bundesligisten Bayer 04 Leverkusen erster Ersatztorhüter der Mannschaft.
Mit der A-Auswahl seines Landes nahm er an der EM 2008 in Österreich und der Schweiz teil, wobei seine Mannschaft das Turnier gewann. Palop spielte allerdings nie für die Auswahl.
Seit 2015 ist er als Cheftrainer im spanischen Amateurbereich tätig.

## Karriere

### Verein
Andrés Palop begann seine Karriere in der Jugendmannschaft des FC Valencia. Von dort wurde er 1992 in die B-Elf befördert und bestritt in den folgenden fünf Jahren 68 Partien. 1997 wechselte er zum FC Villarreal, die in seiner ersten Saison den Aufstieg in die Primera División schafften. Eine Saison später stieg der Verein wieder ab und Palop wechselte zurück zum FC Valencia. Unter dem damaligen Trainer Héctor Cúper konnte er sich jedoch nicht gegen Santiago Cañizares durchsetzen und kam kaum zum Einsatz.
Sowohl die großen nationalen als auch die internationalen Erfolge des Vereins erlebte Palop meist von der Auswechselbank aus mit. Deshalb wechselte er 2005 zum Ligakonkurrenten FC Sevilla, bei dem er als Stammtorhüter eingesetzt wurde.
Aufsehen erregte Palop im UEFA-Pokal-Achtelfinalspiel bei Schachtar Donezk im Jahr 2007, als er in der Nachspielzeit mit einem Kopfball zum 2:2 traf und damit sein am Ende mit 3:2 siegreiches Team in die Verlängerung brachte. Sevilla gewann den Pokal, nachdem Palop im Finale gegen Espanyol Barcelona im Elfmeterschießen drei Elfmeter pariert hatte.
Zur Saison 2013/14 wechselte der fast 40-jährige Palop nach insgesamt acht Jahren und 217 Ligaeinsätzen für den FC Sevilla ins Ausland. Er unterschrieb einen Einjahresvertrag beim Bundesligisten Bayer 04 Leverkusen, um die Rolle des Ersatztorhüters hinter Bernd Leno einzunehmen. Mit Ablauf der Spielzeit 2013/14 beendete Palop seine Karriere.

### Nationalmannschaft
Palop wurde erstmals im August 2007 für die spanische Nationalmannschaft berufen, wurde jedoch nicht eingesetzt. Bei der Europameisterschaft 2008 gehörte er zum spanischen Aufgebot und errang mit seiner Mannschaft den Titel. Obwohl er in mehreren Spielen auf der Bank saß, kam Palop in seiner Nationalmannschaftskarriere nie zum Einsatz.

## Erfolge
Verein
- UEFA-Pokal-Sieger: 2004, 2006, 2007
- UEFA-Super-Cup-Sieger: 2004, 2006
- Spanischer Meister: 2002, 2004
- Spanischer Pokalsieger: 2007, 2010
- Spanischer Supercupsieger: 2007

Nationalmannschaft
- Europameister: 2008 (ohne Einsatz)